# Асахи (река)
Асахи или Асахи-Гава (яп. 旭川 асахигава) — река в Японии на острове Хонсю. Протекает по территории префектуры Окаяма.
Исток реки находится на территории города Манива, под горой Асанабэвасигасэн (высотой 1081 м) на хребте Тюгоку. Оттуда Асахи течёт на юг через нагорье Киби, в неё впадают реки Синдзё (新庄川), Мекигава (目木川) и Биттю (備中川). На севере города Окаяма в неё впадает река Укаи, после чего она впадает в залив Кодзима.
В 1954 году на реке были построены плотины Асахи и Юбара, которые используются для снабжения населения питьевой водой и контроля за наводнениями. С 1980-х годов стала заметна эвтрофикация водохранилища Асахи. Кроме того, уже в эпоху Эдо на реке сооружалось множество плотин, такие как Сантэй, Симидзу, Накаидэ; в 1950-е были возведены плотины Годо и Курарэ. В XX веке крупнейшие наводнения на реке происходили в 1934, 1945, 1971, 1972 и 1998 годах; во время наводнения 1934 года расход воды достиг 6000 м³/с.
В среднем течении средний уклон реки составляет около 1/670, средний максимальный годовой расход воды — 1400 м³/с, средняя ширина реки — 300 м.
Длина реки составляет 142 км, на территории её бассейна (1810 км²) проживает около 330 000 человек. Согласно японской классификации, Асахи является рекой первого класса.
Около 88 % бассейна реки занимает природная растительность, около 10 % — сельскохозяйственные земли, около 2 % застроено.